# Fédération internationale du sport universitaire
De Fédération internationale du sport universitaire (Engels: International University Sports Federation, Nederlands: Internationale Universitaire Sportfederatie) is een internationale bond die sportwedstrijden voor studenten organiseert. De FISU werd in 1949 opgericht en heeft 163 nationale bonden die lid zijn. Het hoofdkwartier van de FISU zetelt in Lausanne, Zwitserland; van 1949 tot 2011 was dit in Brussel, België.
De FISU houdt wedstrijden in meer dan vijftig sporten, belangrijke sportevenementen die door de FISU worden georganiseerd zijn de Universiade (Winter- en Zomer) en meer dan dertig wereldkampioenschappen.

## Wedstrijden van de FISU

### Universiades
- Winteruniversiade 2005
- Winteruniversiade 2007
- Winteruniversiade 2009
- Winteruniversiade 2011
- Winteruniversiade 2013
- Winteruniversiade 2015
- Zomeruniversiade 2005
- Zomeruniversiade 2007
- Zomeruniversiade 2009
- Zomeruniversiade 2011
- Zomeruniversiade 2013
- Zomeruniversiade 2015

### Universitaire wereldkampioenschappen
- Wereld Universiteitskampioenschappen schaatsen 2012
- Wereld Universiteitskampioenschappen schaatsen 2014
- Wereld Universiteitskampioenschappen schaatsen 2016
- Wereld Universiteitskampioenschappen schaatsen 2018
- Wereld Universiteitskampioenschappen schaatsen 2020